# Lviv Airlines
Lviv Airlines of Lviv Airlines Ukraine West (Oekraïens: Львівські авіалінії) was een Oekraïense luchtvaartmaatschappij met thuisbasis in Lviv.

## Geschiedenis
Lviv Airlines werd opgericht in 1992 als opvolger van Aeroflots Lviv-divisie.

## Diensten
Lviv Airlines voerde lijnvluchten uit naar: (zomer 2006)
Binnenland:
- Kiev, Lviv, Simferopol.

Buitenland:
- Lissabon, Moskou, Napels, Rome.

## Vloot
De vloot van Lviv Airlines bestond uit: (maart 2007)
- 3 Yakovlev Yak-42()
- 5 Yakovlev Yak-42D
- 1 Ilyushin IL-18D
- 1 Antonov AN-12BP
- 6 Antonov AN-24V